# Steffen Fäth

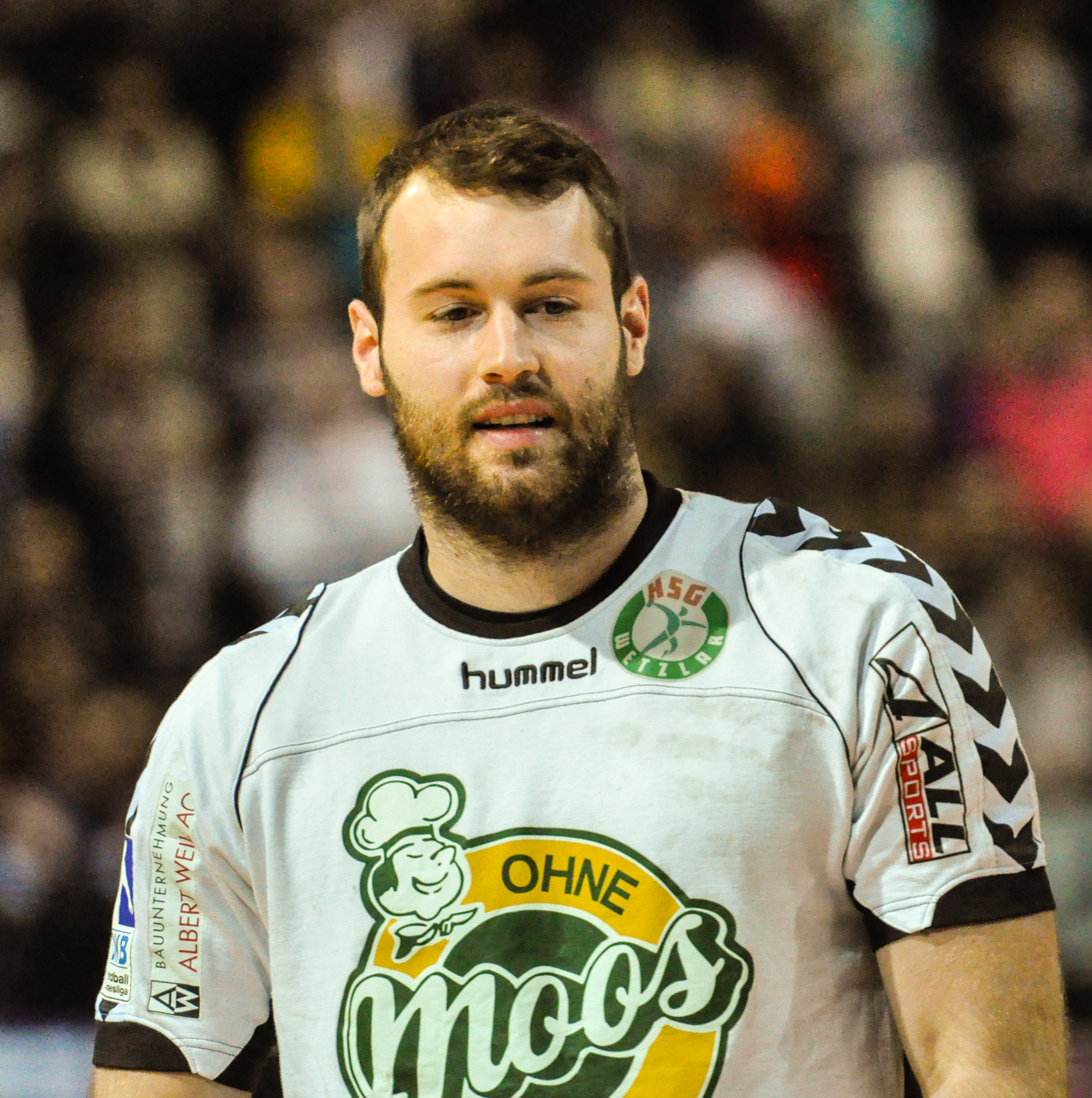
Steffen Fäth sous le maillot du HSG Wetzlar en 2014.

Steffen Fäth, né le 4 avril 1990 à Francfort-sur-le-Main, est un handballeur allemand évoluant au poste d'arrière gauche.
Il est notamment champion d'Europe 2016 avec l'équipe nationale d'Allemagne.

## Palmarès

### En club
Compétitions internationales
- Vainqueur de la Coupe des vainqueurs de coupe (C2) (1) : 2010
- Vainqueur de la Coupe de l'EHF (C3) (1) : 2018
  - Finaliste en 2017
- Vainqueur de la Coupe du monde des clubs (1) : 2016
  - Finaliste en 2017

Compétitions nationales
- Vainqueur de la Supercoupe d'Allemagne (1) : 2018

### En équipe nationale
- Médaille d'or au Championnat d'Europe 2016
- Médaille de bronze aux Jeux olympiques d'été de 2016 au Brésil
- 9e place au Championnat du monde 2017
- 9e place au Championnat d'Europe 2018
- 4e place au Championnat du monde 2019

équipes jeunes
- Médaille d'or au Championnat d'Europe jeunes en 2008
- Médaille d'or au Championnat du monde junior en 2009